# Kladrubská hora
Kladrubská hora je přírodní rezervace v okrese Tábor. Nachází se v Křemešnické vrchovině, půl kilometru jižně od Dolních Hořic. Rezervace zahrnuje lesem porostlou vrcholovou část Kladrubské hory a především opuštěný rozlehlý tříetážový vápencový lom s okolními selskými lůmky. Zároveň je rezervace zřízena za účelem ochrany EVL, kód CZ0312035.

## Přírodní poměry

### Geologie
Předmětem ochrany je masiv krystalického vápence, pozměněný těžební činností. Vrchol Kladrubské hory je tvořen amfibolitem. V prostoru přírodní rezervace se nevyskytuje pouze vzácná vápnomilná flóra a fauna, ale také některé minerály, jako například kalcit, křemen, prehnit, rutil, korund a další.
Nejstarší zpráva o těžbě vápence na Kladrubské hoře pochází z roku 1789. Roku 1873 zde správce chýnovského velkostatku nechal postavit moderní šachtovou vápennou pec typu Rüdesdorff. Poté byla zahájena rozsáhlejší povrchová těžba, která pokračovala až do roku 1960. Pokusy o hlubinné dobývání nebyly úspěšné. Selské lomy v okolí hlavního ložiska sloužily také k získávání stavebního kamene.
Kromě reliktů vlastních lomů lze na Kladrubské hoře najít i výsypky, zbytky provozních staveb i násep úzkokolejné dráhy pro odvoz vápence k dalšímu zpracováním v Pacově hoře a Chýnově.

### Mykoflóra

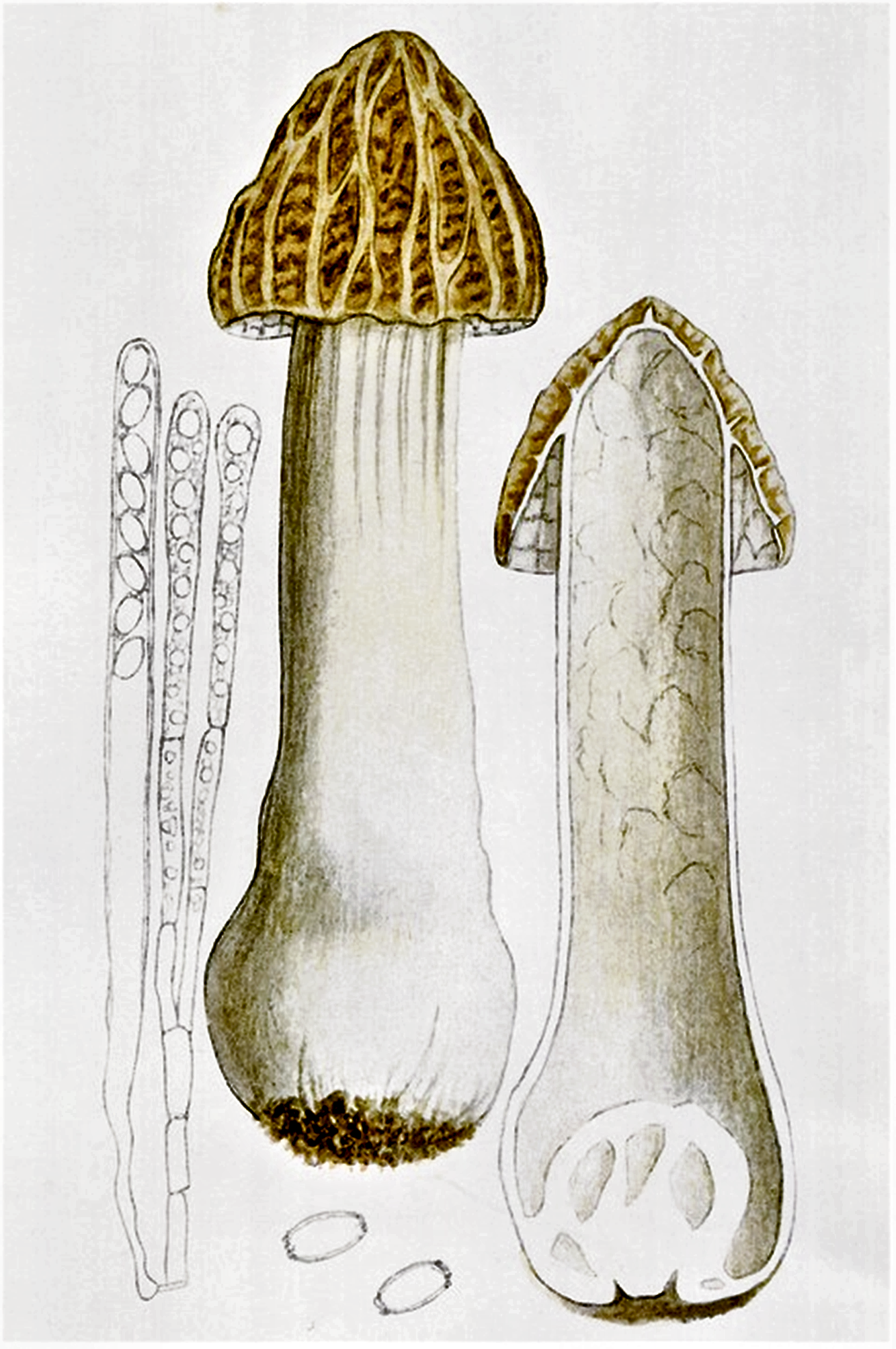
Smrž polovolný (Giacomo Bresadola: „Iconographia Mycologica", 1932)

Přírodní rezervace Kladrubská hora je významnou mykologickou lokalitou, na níž se vyskytují vzácné i kriticky ohrožené vřeckovýtrusné houby. Chřapáč pýřitý (Helvella macropus), chřapáč Quéletův (Helvella queletii), chřapáč chlupatý (Helvella villosa), kališník žebernatý (Helvella costifera), řasnatka síromléčná (Peziza succosa), krasočíška žlutá (Caloscypha fulgens), mozkovka rosolovitá (Ascotremella faginea), zvonkovka žlutavá (Tarzetta catinus), smrž polovolný (Mitrophora semilibera). Mezi zajímavé druhy lupenatých hub patří (bedla pavučincová (Lepiota cortinarius), bedla ohňopochvová (Lepiota ignivolvata), bedla Bucknallova (Cystolepiota bucknallii), bedla hnědovínová (Lepiota fuscovinacea), ryzec osténkatý (Lactarius spinosulus), závojenka plavozelená (Entoloma incanum) a štítovka Thomsonova (Pluteus thmosonii).

### Flóra
Díky výskytu celoevropsky chráněného střevíčníku pantoflíčku patří Kladrubská hora i mezi evropsky významné lokality (jedno ze tří nalezišť této rostliny v jižních Čechách). Z dalších rostlin tu rostou orchideje kruštík širolistý, kruštík tmavočervený a okrotice bílá, ohrožené kapradiny kyvor lékařský a vratička měsíční i běžnější sleziník routičkatolita lékařská. Z bylin je doplňují tolita lékařská, prvosenka jarní, devaterník velkokvětý tmavý, hruštice jednostranná, mochna jarní, krvavec menší, mateřídouška vejčitá, pryšec chvojka, vítod chocholatý, jetel prostřední, štírovník růžkatý, úročník bolhoj, máchelka srstnatá, jestřábník chlupáček, jestřábník Lachenalův, pupava bezlodyžná i pupava obecná, len počistivý i ostružiník skalní.
Dřeviny zastupuje buk lesní, bříza bělokorá, jasan ztepilý, javor klen, topol osika, borovice lesní nebo dub letní. Vrchol Kladrubské hory pokrývá chudší kulturní les, v němž dominuje smrk ztepilý, ačkoliv přirozeně se zde v minulosti vyskytovaly spíše dubohabřiny. Na ně už upomíná pouze výskyt některých bylin (jaterník podléška, kopytník evropský, hrachor jarní, žindava evropská, barvínek menší).

### Fauna
Na vápencový substrát je vázaná specifická vápnomilná fauna. Kladrubská a nedaleká Pacova hora jsou jedinými místy v Jihočeském kraji, kde žije kriticky ohrožený dřepčík Crepidodera lamina. Z teplomilného hmyzu zde dále žije cvrčík mravenčí, tesařík černošpičký, zlatohlávek tmavý, bázlivec kalinový, křís Tettigometra obliqua a více druhů mandelinek (krytohlav hedvábitý, krytohlav dvoutečný, Cryptocephalus moraei, Coptocephala rubicunda). Z měkkýšů je zde hojná suchomilka obecná, z plazů lze zachytit ještěrku obecnou, slepýše křehkého, užovku obojkovou i zmiji obecnou. Na Kladrubské hoře bylo v minulosti zaznamenáno také hnízdění výra velkého i břehule říční.
Opuštěná štola po hlubinné těžbě je využívaná nejméně osmi druhy netopýrů, nejčastěji netopýrem ušatým a netopýrem velkým.